# أمريكانا (البرازيل)
أمريكانا هي مدينة، وبلدية في البرازيل، تتبع ساو باولو، بلغ عدد سكانها 226,970  نسمة في 2014، تبلغ مساحتها 133,630,000 متر مربع (133.63 كـم2)، رمزها البريدي هو 13465-000.

## الموقع
تشترك في الحدود مع:
- بباوليستا.

## أعلام
- أوسكار
- ماتيوس اياس
- فلافيو ساريتا
- ألفريدو
- دييغو ماتشادو